# Marburger Bergland
Das Marburger Bergland ist eine bis 380 m hohe Mittelgebirgslandschaft beiderseits der Marburger Lahntalsenke um die Stadt Marburg, die durch das Lahntal in den Marburger Rücken im Westen und die Lahnberge im Osten aufgeteilt wird. Es stellt in Geologie und Relief eigentlich einen Südwestausläufer des Burgwaldes dar, wird jedoch naturräumlich zum Marburg-Gießener Lahntal gezählt.
Auf dem maximal 370 m hohen Marburger Rücken liegen u. a. die höher gelegenen Innenstadtteile Marburgs, auf den bis 380 m hohen Lahnbergen u. a. die Hochhaussiedlung Richtsberg und die Universitätskliniken nebst diversen Instituten. Das Tal der Lahn überragen diese Höhenzüge um bis etwa 200 m. 
Marburger Rücken und Lahnberge liegen gänzlich im Landkreis Marburg-Biedenkopf, während die Marburger Lahntalsenke im Süden auch das Terrain des Landkreises Gießen berührt.

## Naturräumliche Gliederung
Das Marburger Bergland gliedert sich wie folgt:
- (zu 348 Marburg-Gießener Lahntal)
  - 348.0 Marburger Bergland
    - 348.00 Marburger Rücken
    - 348.01 Lahnberge
    - 348.02 Marburger Lahntalsenke
      - #Marburger Lahntal
      - #Niederwalgern-Fronhäuser Lahntal

Gerhard Sandner hat in seiner naturräumlichen Gliederung auf Blatt 125 Marburg die Verschiedenartigkeit der beiden Talabschnitte explizit hervorgehoben, jedoch keine Unternaturraumnummern vergeben.

## Geologie

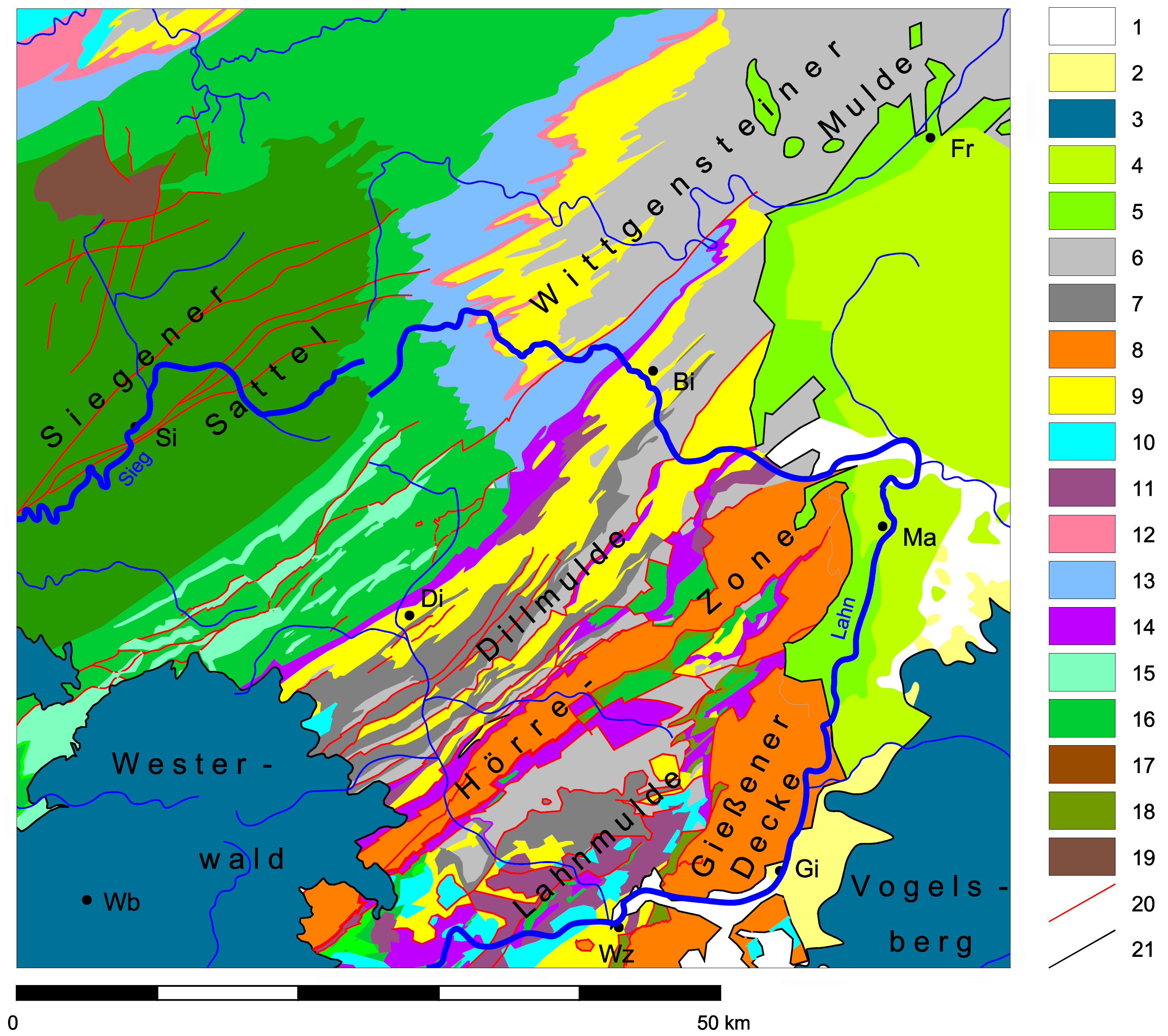
Geologische Karte des östlichen Rheinischen Schiefergebirges mit der Umgebung Marburgs

Nachdem sie südlich der Frankenberger Bucht die Flüsse Wetschaft und Ohm aufgenommen hat, durchschneidet die Lahn bei Marburg ein mächtiges, in weiten Bereichen flach liegendes und überwiegend bewaldetes Schichtpaket des Buntsandsteins, der in der Unteren Trias abgelagert wurde. Das Stadtbild wird deshalb bestimmt durch die tief liegenden Ablagerungen der Lahn in der Marburger Lahntalsenke und die im Westen und Osten aufragenden Höhen des Buntsandsteins.
Der Buntsandstein des Marburger Gebiets wird wie überall in der mitteldeutschen Trias in drei Einheiten unterteilt. Im Unteren Buntsandstein überwiegen feinkörnige Ton- und Schluffsteine, die im Randbereich eines flachen Meeres abgelagert wurden. Hauptgestein des Buntsandsteins bei Marburg ist der etwa 250 m mächtige Mittlere Buntsandstein. Seine wechselnd feinen bis groben, rötlichen Quarzsande und Sandsteine unterlagern die bewaldeten Höhen der Lahnberge und des Marburger Rückens. Der Obere Buntsandstein, auch Röt genannt, besteht ebenfalls aus Ton-, Schluff- und Sandsteinen.
Nicht an der Oberfläche aufgeschlossen sind im Kernstadtgebiet die Gesteine des Zechsteins, die südlich, westlich und nordwestlich von Marburg den Buntsandstein am Ostrand des Rheinischen Schiefergebirges unterlagern. Sie wurden am Ostrand des flachen Zechsteinmeers abgelagert. Sie werden hier am Ostrand des Rheinischen Schiefergebirges etwa 60 m mächtig. Aus dem Muschelkalk und allen späteren Einheiten bis in das frühe Tertiär sind für den Marburger Raum keine Gesteine bekannt. Erst im Miozän im unteren Tertiär wurden im Raum des späteren Vogelsbergs Tone, Schluffe, Sande und Kiese abgelagert, in denen Quarzit-, Mergel- und Kalksteinbänke auftreten, auch Tuffitlagen und Braunkohle kommen vor.
Eine große Rolle in der geologischen Struktur der Marburger Umgebung spielen Störungen, die ab dem Oberen Jura und während des Tertiärs die Hessische Senke in ein Bruchschollenfeld zerlegten und verschieden alte Gesteine auf gleiches Niveau brachten. Die nur etwa fünf Kilometer westlich im Schiefergebirge bekannten Gesteine der Lahnmulde und ihrer benachbarten geologischen Strukturen wurden durch Bruchtektonik abgesenkt und bilden in einigen hundert Metern unter der Oberfläche die Unterlage des Zechsteins und Buntsandsteins unterhalb Marburgs. Sie erscheinen im Nordosten im Kellerwald wieder an der Erdoberfläche. 
In Zusammenhang mit der Bruchschollenbildung steht der Vulkanismus des Vogelsbergs, der wenige Kilometer südöstlich von Marburg den Buntsandstein und die ihn überlagernden Schichten des Miozäns weitflächig mit basaltischen Gesteinen überdeckt, die im Miozän vor 7 bis 20 Millionen Jahre vor heute gefördert wurden.
Den zentralen Teil des Stadtgebietes unterlagern Schluffe, Sande und Kiese der Marburger Lahntalsenke, die nur wenig verfestigt sind. Sie wurden von der Lahn abgelagert, die ein Tal durch den Buntsandstein geschnitten hat und sich wenige Kilometer südlich der Stadt in den wenig widerständigen Gesteinen des Zechsteins deutlich ausweitet.

## Marburger Lahntalsenke
Die Marburger Lahntalsenke folgt der Lahn von oberhalb der Ohmmündung im Norden bis unterhalb der Mündung der Salzböde im Süden. Sie ist deutlich in einen nördlichen und einen südlichen Abschnitt gegliedert.
Die Lahnaue ist im Bereich der Stadt Marburg durch die Höhenzüge links (Lahnberge) und rechts (Marburger Rücken) der Lahn nur einen, maximal 2 km breit und dicht besiedelt, verbreitert sich jedoch ab dem Abklingen des Marburger Rückens deutlich. In diesem Gebiet wird das Tal auch stark landwirtschaftlich genutzt.

### Marburger Lahntal

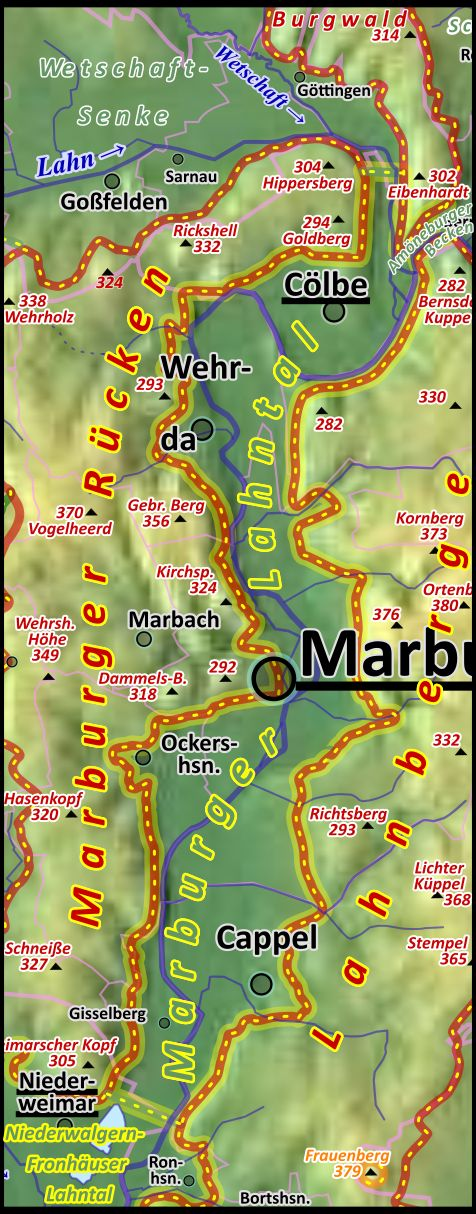
Reliefkarte des Marburger Lahntals (→ detaillierte topographische Naturraumkarte)

Das Marburger Lahntal ist das Lahntal vom Cölber Lahnknie mit der Mündung der Ohm bis zur Talöffnung unmittelbar oberhalb Niederweimars, die auch ziemlich genau auf Marburgs südliche Stadtgrenze fällt. Nachdem die Lahn im Südosten der Wetschaft-Senke die Wetschaft aufgenommen hat und beim Durchbruch zwischen Marburger Rücken und Burgwald deren Südsüdostrichtung angenommen hat, ferner die aus dem Amöneburger Becken kommende Ohm in Südwestrichtung in noch deutlicherem Engtal zwischen Burgwald und Lahnbergen durchgebrochen ist, verdoppelt die Lahn bei Vereinigung fast ihre Wassermenge, um zunächst deren Südwestrichtung anzunehmen. Erst nach einer gewaltigen Rechtsschlinge an der Nordwestflanke der Lahnberge und einer Linksschlinge am Marburger Rücken findet die Lahn bei Wehrda ihre vorläufig endgültige Südrichtung.
Im Grabenbruch zwischen Marburger Rücken und Lahnbergen bleibt das Tal schmal und kastenförmig; früher waren die Lahnauen oft überschwemmt und die Besiedlung beschränkte sich weitgehend auf etwas höhere Lagen. Inzwischen ist das Tal indes fast durchgehend bebaut mit dem Kernort Cölbes und weiten Teilen der erweiterten Marburger Kernstadt mit Wehrda im Nordwesten, Weidenhausen im Zentrum links (=östlich) der Lahn, Ockershausen im Südwesten des Zentrums und Cappel im äußersten Südosten. Gisselberg im äußersten Südwesten ist demgegenüber, getrennt von Cappel durch die Lahn und mit Ockershausen nur durch eine unbebaute Talrandstraße verbunden, dörflich geblieben. Nordöstlich gegenüber Gisselbergs befinden sich auch, auf Cappeler Gemarkung, die einzigen Lahnwiesen südlich von Marburgs Zentrum, während sich im Norden, zwischen Stadtzentrum und Cölbe, die Afföllerwiesen und ihre nördlichen Erweiterungen ziehen.
Nur wenige kurze Nebentäler kammern die beiden eingrenzenden Buntsandsteintafeln (siehe Tabelle unten); am Marburger Rücken liegt Wehrda an der Bucht des Teufelsgrabens und die nördliche Innenstadt Marburgs bis Marbach an der Ketzerbach, die heute nicht mehr als Oberflächengewässer geführt wird. An den Lahnbergen ziehen sich, um den Ortenberg und im gleichnamigen Stadtteil, Siedlungen in die Buchten von Gefällsackergraben und Zahlbach. Die Breite der Talsohle reicht von um 400 m bis maximal 1,4 km.
Anders als das südliche Anschlusstal besitzt das Marburger Lahntal keine eigenen Erhebungen. Die Höhenzüge fallen entweder schon von nahe der Kammlinie an in Steilhängen ab (Gebrannter Berg und Schneiße im Marburger Rücken; Ortenberg in den Lahnbergen) oder aber bilden, wie der Marburger Rücken am Weißen Stein (ca. 255 m) oder am Marburger Weinberg (um 265 m) und die Lahnberge im Mühlenberg (254 m) südlich Cappels, niedrigere Seitenstockwerke aus, die gleichwohl das Tal deutlich überragen.
Gerhard Sandner hat in der Karte zu Blatt Marburg den Talbeginn an der Ohm noch etwas weiter nach Osten verlagert, zum Durchbruch zwischen Nebelsberg (264 m) und Hinteren Lahnbergen (in Ohmnähe etwas darunter), wobei er auch das südlich etwas höher liegende Ginseldorf noch zum Tal zählt. Dies ist der geologische Eintritt der Ohm in den Buntsandstein. Gleichwohl sind es vor allem die Cölber Durchbrüche, die das Marburger Lahntal von den Beckenlandschaften Wetschaft-Senke im Norden und Amöneburger Becken im Osten trennen. Insbesondere handelt es sich bei den zwei Cölber Pforten an Oberlahn und Ohm um die lokal einzigen Verbindungen zwischen den Niederungen, während von Bürgeln in Richtung Betziesdorf zwischen Burgwald und Nebelsberg sowie von Ginseldorf in Richtung Bauerbach zwischen eigentlichen und Hinteren Lahnbergen die Landschaft über weitere gerodete Öffrnungen zum Kerngefilde des Amöneburger Beckens verfügt. Hierbei erreicht die erstgenannte Landesstraße (Alte Kirchhainer Landstraße) in Betziesdorf gerade einmal um 220 m Geländehöhe; die zweitgenannte Kreisstraße kommt im Norden Bauerbachs immerhin auf 287 m, aber auch dies ohne größere Steigungen.

### Niederwalgern-Fronhäuser Lahntal

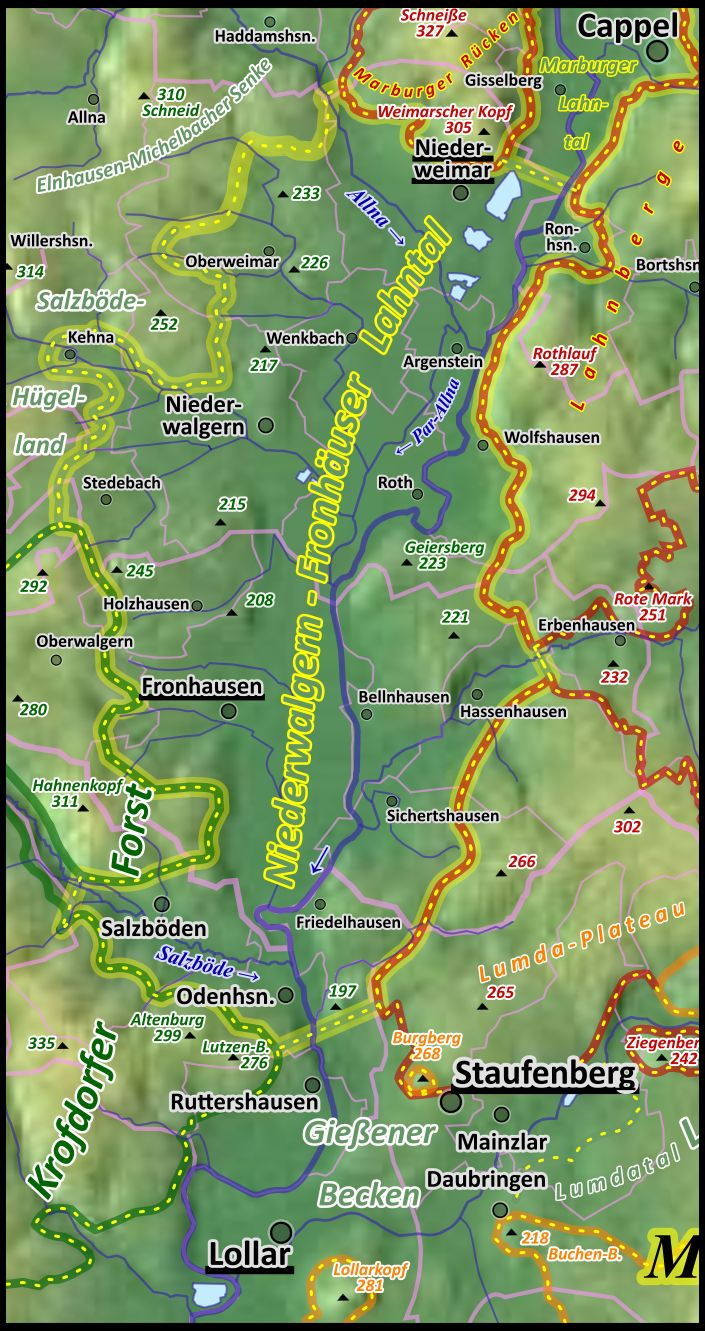
Reliefkarte des Niederwalgern-Fronhäuser Lahntals (→ detaillierte topographische Naturraumkarte)

Mit dem südlichen Ende des Marburger Rückens oberhalb Niederweimars verlässt die Lahn ihr vorheriges Kastental und die Talsohle verbreitert sich im Niederwalgern-Fronhäuser Lahntal auf bis über 3 km. Das Tal liegt unmittelbar im Zechsteingürtel um das Rheinische Schiefergebirge und stößt nur nach Osten noch an Buntsandstein – und zwar nicht nur westlich der Lahnberge, sondern auch, südlich ihres Abschlusses am Tal der Zwester Ohm (Erbenhäuser Pforte), zum nordwestlichen Lumda-Plateau. Südliche Begrenzung ist die Odenhäuser Talenge, in der Grauwacken der Kulm-Fazies in kleinen Kuppen nach Osten bis über die Lahn springen.

#### Ortschaften
In diesem Talabschnitt liegen fast alle Ortsteile der namentlich jungen Großgemeinde Weimar (Lahn) und der Großgemeinde Fronhausen, überdies ein Marburger Dorf und, bereits im Landkreis Gießen, zwei Dörfer und ein Weiler der Stadt Lollar. 
Ganz im Nordosten liegt randlich das Marburger Dorf Ronhausen. Von der Gemeinde Weimar liegen lediglich Nesselbrunn, Weiershausen und Allna deutlich außerhalb des Naturraums; Kehna liegt auf rund 210 m ü. NHN an einer Randbucht im Westen, Oberweimar  (206 m) weiter nördlich und Stedebach (205 m) weiter südlich liegen ebenfalls am Westrand. etwa mittig und unmittelbar westlich der Eisenbahntrasse liegen Niederweimar, Wenkbach und Niederwalgern. Im Osten, an der Lahn, liegen Argenstein, Wolfshausen und Roth, wobei Argenstein komplett rechts (westlich) und Wolfshausen komplett links des Flusses liegen.
Von der Großgemeinde Fronhausen liegt Oberwalgern im äußersten Westen auf einer Randplatte des Krofdorfer Forsts auf rund 255 m ü. NHN eher über dem Tal als in ihm, im Osten liegt Erbenhausen an der Pforte zum Amöneburger Becken. Holzhausen liegt (auf 200 m) im Westen, Fronhausen südöstlich davon ebenfalls westlich der Mitte und stößt nach Südwesten an den Krofdorfer Forst, aber auf einer Linie mit Niederwalgern ebenfalls unmittelbar westlich der Eisenbahntrasse. Am linken (östlichen) Lahnufer liegen Bellnhausen und Sichertshausen, im Osten liegt, wie Erbenhausen an der bei Sichertshausen mündenden Zwester Ohm, Hassenhausen.
Im Süden des Naturraums liegen, auf Lollarer Gebiet, Salzböden am Westrand zum Krofdorfer Forst und Odenhausen unmittelbar am rechten (westlichen) Lahnufer. Der Weiler Friedelhausen mit Schloss Friedelhausen liegt, wie Salzböden an der Kreisgrenze, unmittelbar links der Lahn.
Die einwohnerstärksten Orte sind, Stand Zensus 2011, nachgestellt die Zahlen von 1967:
- Niederweimar (2582 / 1160)
- Fronhausen (2259 / 1977)
- Odenhausen (1467 / 1134)
- Niederwalgern (1419 / 1095)
- Salzböden (1239 / 803)
- Roth (804 / 721)
- Oberweimar (621 / 438)
- Wenkbach (588 / 510)
- [Oberwalgern (525 / 495)]

Während die Dörfer seit 1967 in der Regel 10 bis 50 % an Einwohnern zugelegt haben, konnte Niederweimar, begünstigt durch die Nähe zur gewachsenen Universitätsstadt Marburg, seine Einwohnerzahl sogar verdoppeln und das einst dominierende Fronhausen hinter sich lassen.

#### Landschaft

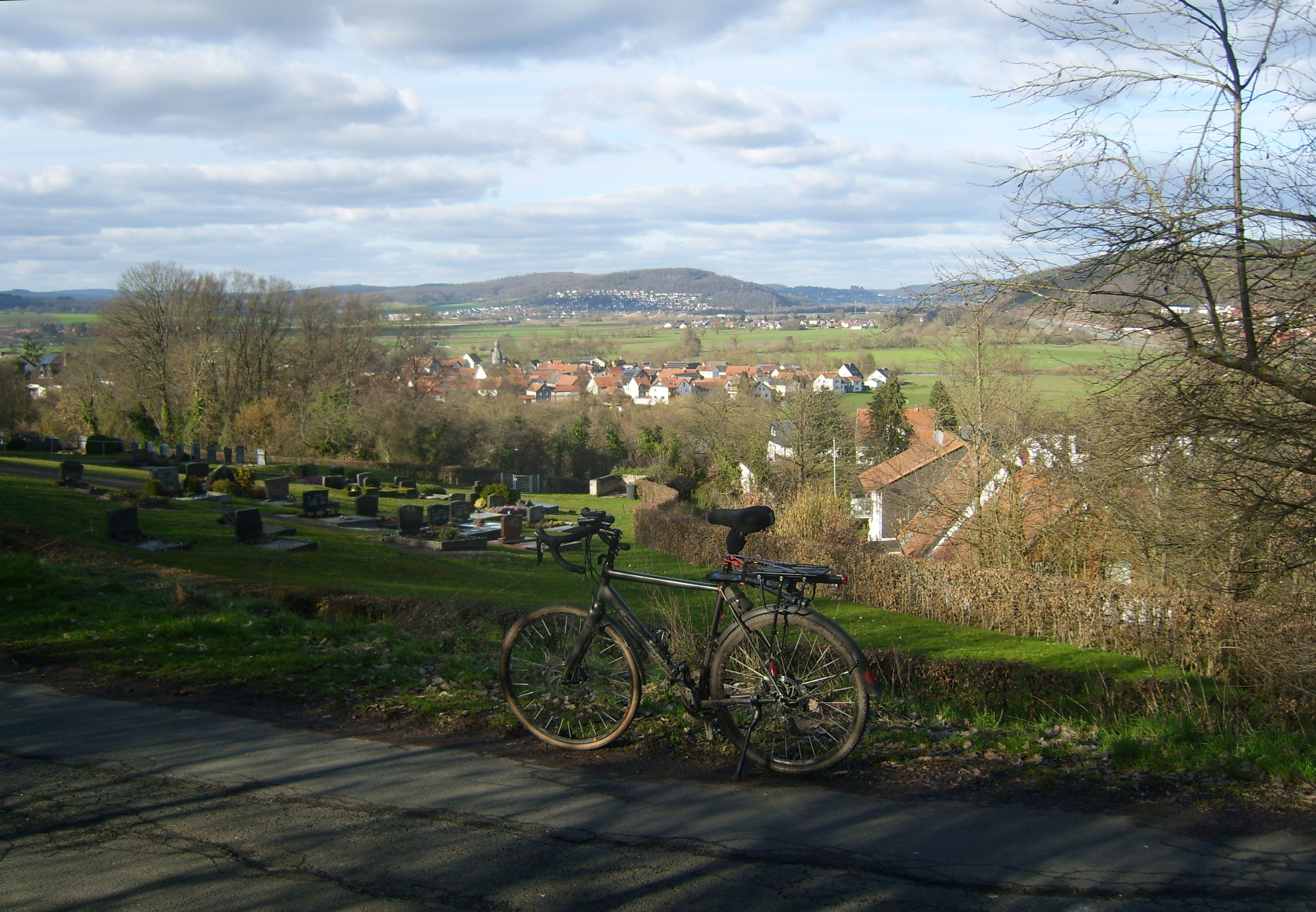
Blick vom Friedhof Roth auf dem bis 223 m hohen Geiersberg zum eigentlichen Marburger Lahntal, das durch den Weimarschen Kopf (305,4 m, zentral im Hintergrund, links davon die 327,1 m hohe Schneiße) verriegelt wird. Im halbrechten Hintergrund und ebenfalls auf dem Marburger Rücken das Marburger Schloss, rechts davon die Lahnberge mit dem Rothlauf (287,4 m).

Das Tal ist weitgehend gerodet. Sieht man von den Steilhängen der Lahnberge unmittelbar bei Ronhausen, Argenstein und Wolfshausen, an die sich unmittelbar die Lahn schmiegt, und denen des Krofdorfer Forsts zwischen Fronhausen und Odenhausen ab, verlaufen die Übergänge zu den jeweils um 300 m über NHN erreichenden, begrenzenden Höhenzügen un Osten und Westen deutlich sanfter als im Marburger Lahntal. Von den Höhenzügen ziehen sich sanfte Riedel zur Lahnaue, an denen zumeist Zechstein absteht – wovon die erwähnten Kulm-Fazies gegenüber Odenhausen am Südrand des Naturraums eine Ausnahme bilden. Randgipfel haben Höhen zwischen 200 und 240 m.
Die mit Abstand wichtigsten rechten, von Westen zufließenden Nebenflüsse der Lahn sind die Allna im äußersten Norden und die Salzböde im äußersten Süden. Während die Allna aus der Elnhausen-Michelbacher Senke kommt und vor allem die montaneren Damshäuser Kuppen entwässert, kommt die Salzböde unmittelbar aus einem mächtigen Durchbruchstal durch den Krofdorfer Forst und hat zuvor im Mittellauf den Naturraum Salzbödetal (besser mit Salzböde-Hügelland beschrieben) und im Oberlauf die montanen Höhenzüge der Zollbuche und der südlichen Bottenhorner Hochflächen entwässert, die das obere Salzbödetal voneinander separiert.
Ein Teil des Allnawassers wird seit 2011 in die Par-Allna umgeleitet, die auch die folgenden Lahn-Zuflüsse Wenkbach, Walgerbach und Holzhäuser Bach aufnimmt. Während die Quellen des Wenkbachs unweit des Talrandes in der Elnhausen-Michelbacher Senke liegen, wird der Oberlauf des Walgerbachs schon dem Salzbödetal zugerechnet, das sich, nordwestlich des Lahntals, etwa südlich der B 255 anschließt, an der quellnah Willershausen liegt. Der Holzhäuser Bach entwässert, wie auch der sich südlich anschließende Fächer des Fronhäuser Bachs, in der Hauptsache Ostausläufer des Krofdorfer Forstes, die ganz im hiesigen Naturraum liegen.
An der Ostseite entwässert die hier dominierende, aus der Erbenhäuser Pforte kommende Zwester Ohm vor allem das nördliche Lumda-Plateau (Vorderer Vogelsberg), während ihr kaum nennenswerte Bäche aus den Lahnbergen zufließen. Ganz im Norden entwässert der kleine Heidenbach die zentralen Lahnberge und der nur 100 m entfernt mündende Bortshäuser Bach die die Lahnberge teilende Bortshäuser Senke mit Bortshausen; ganz im Süden nimmt der Tiefenbach die quasi letzte Möglichkeit wahr, aus dem Lumda-Plateau noch in den hiesigen Talabschnitt zu münden.

### Zuflüsse
Nacheinander passiert die Lahn die Gemeinden Cölbe, Marburg, Weimar, Fronhausen und Lollar.
Die wichtigsten Nebenflüsse und Seen (kursiv) der Marburger Lahntalsenke sind

(Zur besseren Übersicht bzw. zur Sortierung flussabwärts sind in die DGKZ-Ziffern nach der 258 - Lahn - Bindestriche eingefügt!):
Beachte: „rechts“ heißt „westlich“, also auf einer Karte links!
| Name                                             | Lage   | Länge [km] | Einzugs- gebiet [km²] | Abfluss (MQ) [l/s] | Mündung nach [Lahn-km] | auf [m. ü. NN] | in                                               | Kreis | Herkunft des Flusses [ Naturraum ]                   | DGKZ       |
| ------------------------------------------------ | ------ | ---------- | --------------------- | ------------------ | ---------------------- | -------------- | ------------------------------------------------ | ----- | ---------------------------------------------------- | ---------- |
| Ohm                                              | links  | 59,7       | 983,8                 | 7950               | 60,1                   | 188            | oberh. Cölbe                                     | MR    | Amöneburger Becken                                   | 258-2      |
| Bach am Weißenstein                              | rechts | 1,1        |                       | 63,8               |                        |                | oberhalb Wehrdas                                 | MR    | Marburger Rücken zwischen Nordflügel und Zentralteil | 258-3131   |
| Teufelsgraben                                    | rechts | 1,9        |                       |                    | 65,2                   |                | Wehrda                                           | MR    | Marburger Rücken nördlich der Behringwerke Marbach   | 258-31342  |
| Knutzbach                                        | links  | 3,6        |                       |                    | 66,7                   |                | Afföllerwiesen                                   | MR    | Wolfsloch, nördliche Lahnberge                       | 258-31512  |
| Gefällsackergraben                               | links  | 2,3        |                       |                    | 67,9                   |                | Nähe Hbf Marburg                                 | MR    | Lahnberge Nähe Kraftwerk                             | 258-31513? |
| Ketzerbach (ehemaliger Bach)                     | links  |            |                       |                    | 68,3                   |                | ins Schwarze Wasser, Nähe E-Kirche Marburg       | MR    | Marburger Rücken, Behringwerke Marbach               | 258-514?   |
| Zahlbach                                         | links  | 2,6        |                       |                    | 69,1                   | 183            | Marburg-Weidenhausen                             | MR    | Lahnberge (Klinikum)                                 | 258-31516  |
| Bach zwischen Hansenhaus/Glaskopf und Richtsberg | links  | 2,2        |                       |                    | 70,5                   |                | Nähe Hansenhäuser                                | MR    | nördlich des Südbahnhofs                             | 258-31592  |
| Pfaffengrundbach                                 | links  | 4,5        | 4,7                   |                    | 72,4                   | 178            | Gemarkungsgrenzpunkt Marburg/Ockershausen/Cappel | MR    | Lahnberge (Sonnenblick)                              | 258-316    |
| Eselsgrundbach                                   | links  | 4,4        |                       |                    | 73,9                   | 176            | Marburg-Cappel                                   | MR    | Lahnberge (Frauenberg)                               | 258-31712  |
| Zufluss am Niederweimarer See                    | rechts |            |                       |                    | 76,3                   | 176            | Niederweimar                                     | MR    |                                                      | 258-31794  |
| Heidenbach                                       | links  | 1,7        |                       |                    | 76,7                   |                | unterh. Ronhausen                                | MR    | Lahnberge, Ringelskopf                               | 258-31796  |
| Bortshäuser Bach                                 | links  | 2,5        | 9,0                   |                    | 76,8                   | 173            | unterh. Ronhausen                                | MR    | Lahnberge, Bortshäuser Senke                         | 258-318    |
| Allna                                            | rechts | 19,1       | 92,0                  | 665                | 78,0                   | 172            | Argenstein (Teilabfluss in Par-Allna)            | MR    | Elnhausen-Michelbacher Senke                         | 258-32     |
| Wenkbach                                         | rechts | 6,4        | 8,4                   | 107                | 81,0                   | 168            | Par-Allna, Roth                                  | MR    | Elnhausen-Michelbacher Senke                         | 258-332    |
| Walgerbach                                       | rechts | 7,8        | 12,4                  |                    |                        |                | Par-Allna, nahe Roth                             | MR    | Salzbödetal                                          | 258-3322   |
| Holzhäuser Bach                                  | rechts | 2,5        |                       |                    | 82,4                   |                |                                                  | MR    | talintern                                            | 258-333142 |
| Zwester Ohm                                      | links  | 20,0       | 69,5                  | 405                | 85,6                   | 165            | Sichertshausen                                   | MR    | Amöneburger Becken                                   | 258-334    |
| Fronhäuser Bach                                  | rechts | 4,9        |                       |                    | 87,1                   |                | südlich von Fronhausen                           | MR    | talintern                                            | 258-3396   |
| Salzböde                                         | rechts | 27,6       | 137,8                 | 1322               | 88,3                   | 164            | Odenhausen (r)                                   | GI    | Krofdorf-Königsberger Forst                          | 258-34     |
| Tiefenbach                                       | links  | 3,5        | 4,9                   |                    |                        |                | Odenhausen                                       | MR    | Vorderer Vogelsberg                                  | 258-352    |

## Umgebende Höhenzüge

### Links der Lahn
Der Burgwald berührt das Marburg-Gießener Lahntal nur im äußersten Norden. Unterhalb des Zuflusses der Ohm führen die Lahnberge seinen Buntsandsteinrücken nach Süden fort. Sie enden mit dem Zufluss der Zwester Ohm bei Fronhausen. Fortan begleitet das Basalt-Hochplateau des Vorderen Vogelsberges die Lahn östlich bis zum Gießener Becken. 

### Rechts der Lahn
Der westlich gelegene Marburger Rücken folgt dem Lahntal bis Niederweimar und wird vom gemäßigten Flachland des östlichen Salzbödetals (Teil des Gladenbacher Berglandes) abgelöst. Ab etwa Fronhausen begleitet der Krofdorf-Königsberger Forst (ebenfalls Gladenbacher Bergland) die Lahn westlich. 